# Rudno (Rudziniec)
Rudno (deutsch Rudnau, 1936–1945 Braunbach) ist eine Ortschaft in Oberschlesien. Sie liegt in der Gemeinde Rudziniec (Rudzinitz) im Powiat Gliwicki (Landkreis Gleiwitz) in der Woiwodschaft Schlesien.

## Geschichte

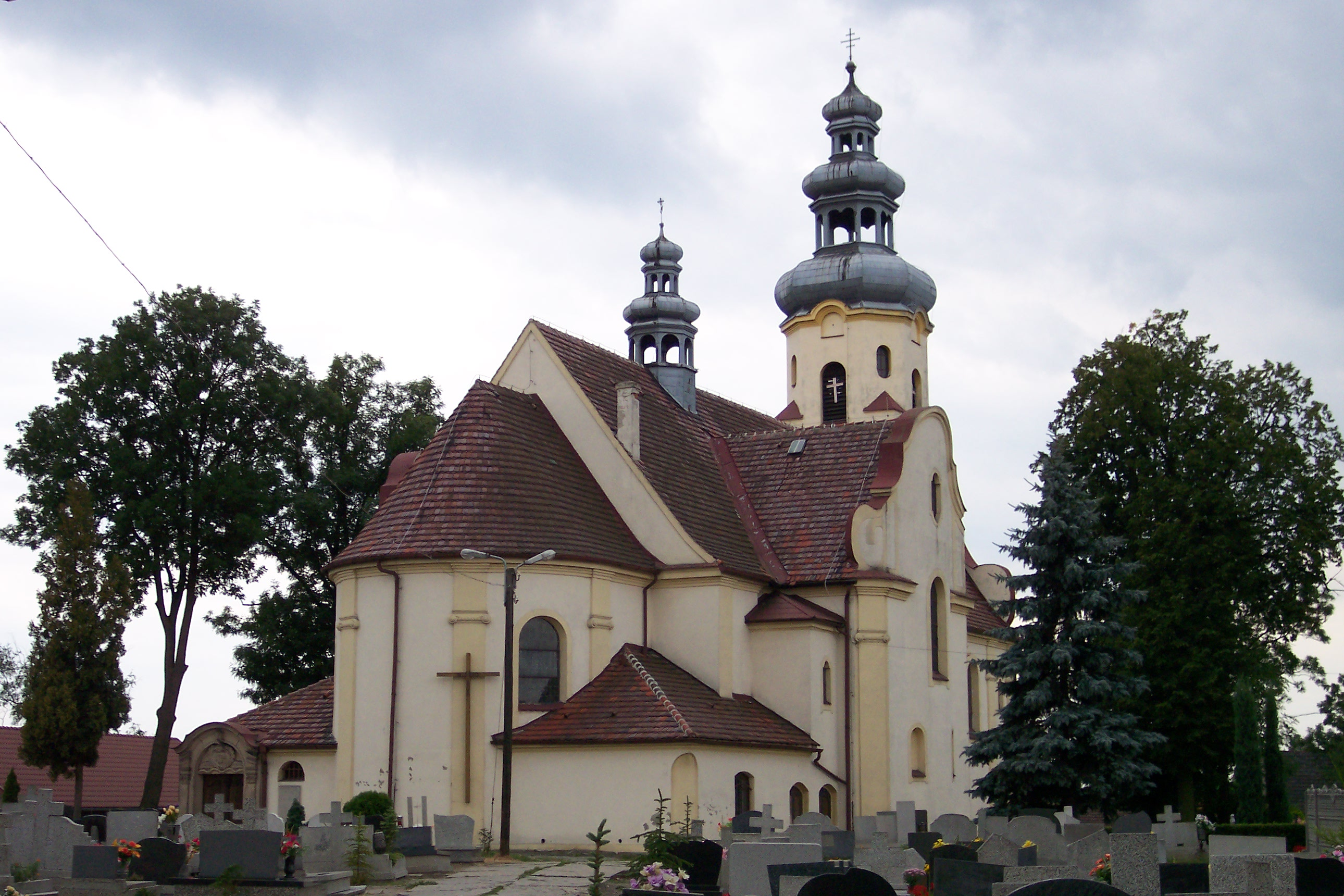
Die Nikolauskirche

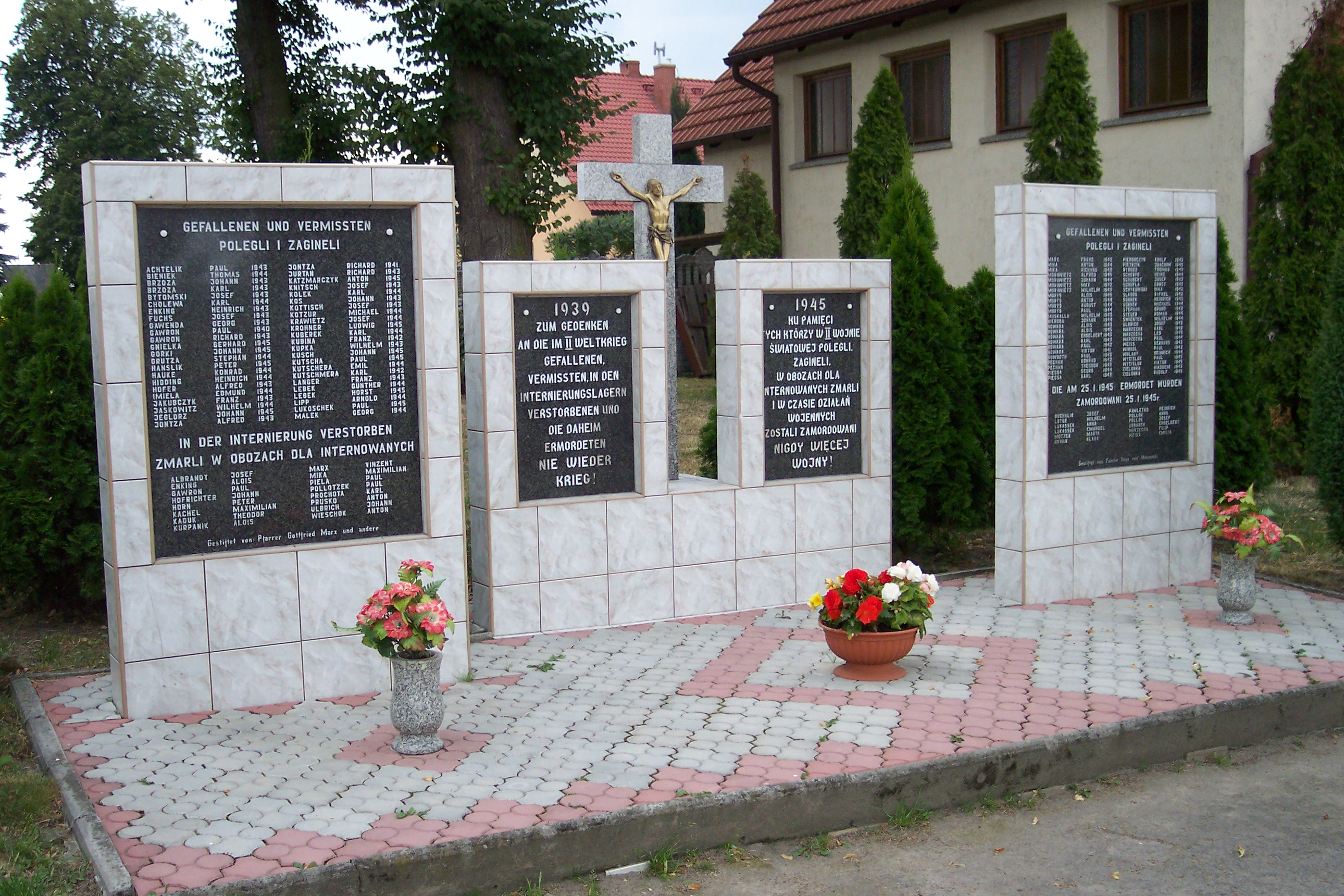
Gefallenendenkmal

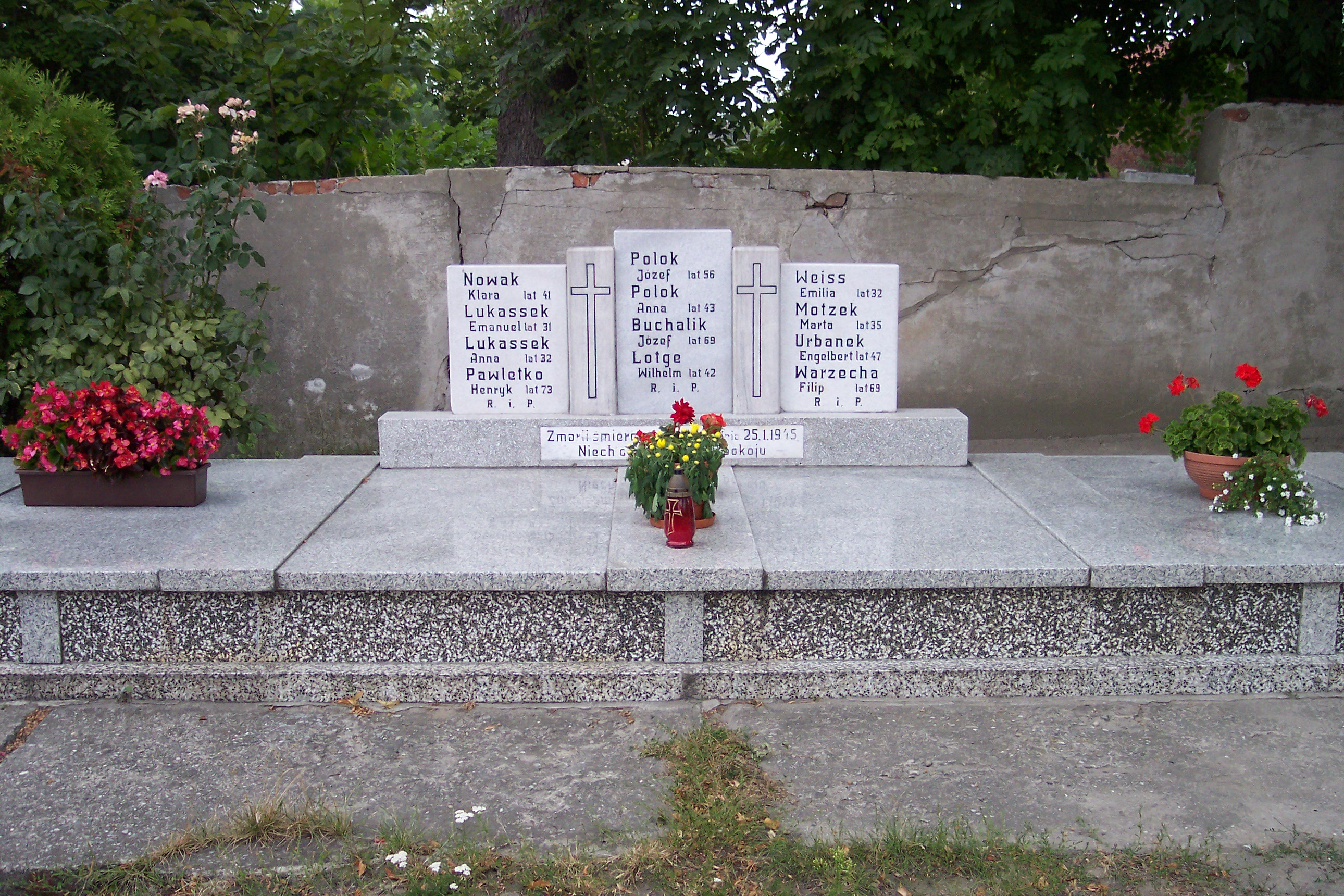
Grab der 1945 ermordeten Zivilisten

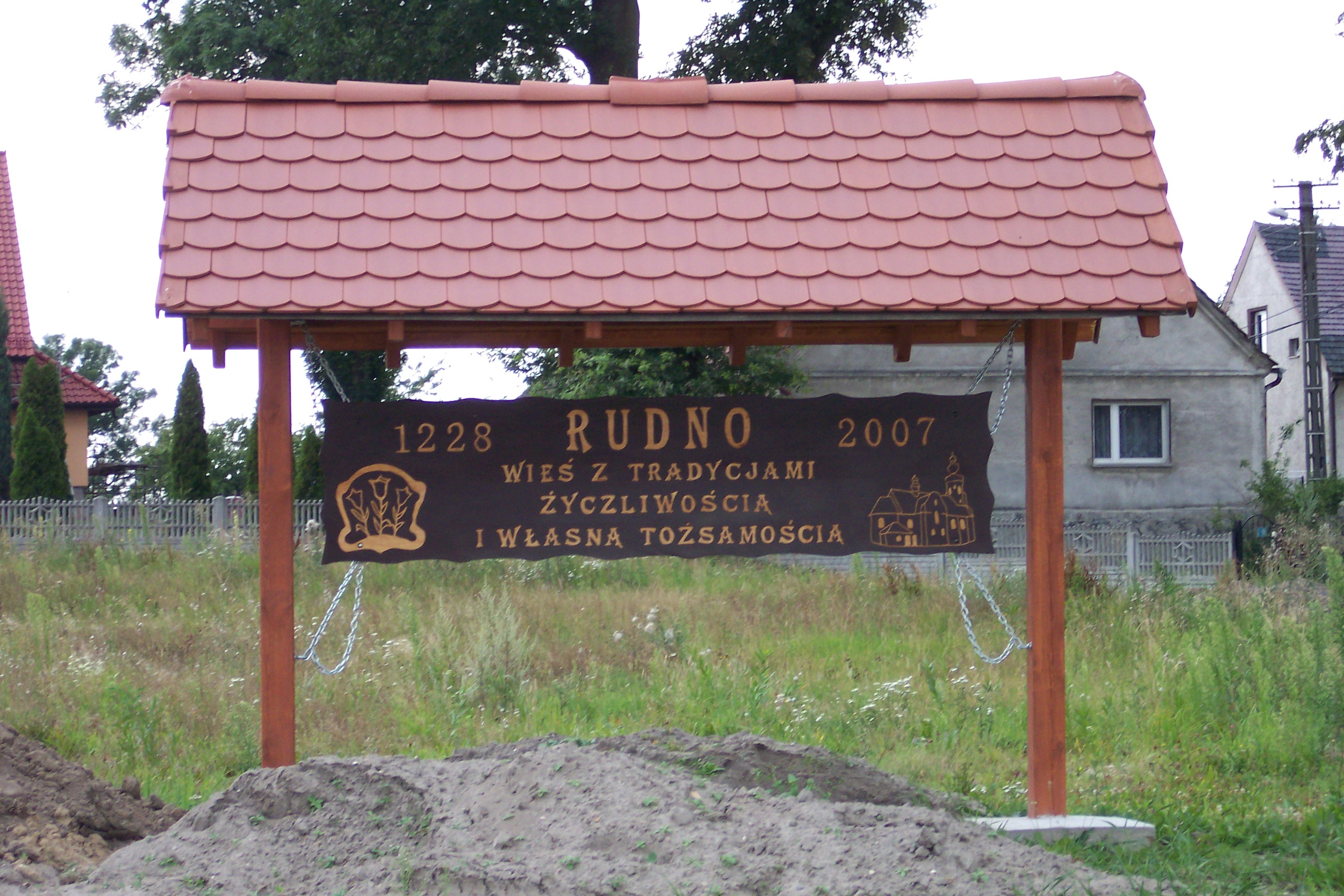
Begrüßungstafel

Der Ort entstand spätestens im 13. Jahrhundert und wurde 1228 erstmals urkundlich erwähnt. 1295–1305 wurden zwei Orte im Liber fundationis episcopatus Vratislaviensis (Zehntregister des Bistums Breslau) urkundlich mit den Namen „Rudno Symonis“ und „Rudno Jankonis“ erwähnt. Entweder handelt es sich um die beiden heute vereinigten Orte Groß- und Klein-Rudnau oder beim zweiten Ort könnte es sich um das heutige Rudziniec handeln.
Der Ort wurde 1783 im Buch Beyträge zur Beschreibung von Schlesien als Rudno erwähnt, bestand aus zwei Teilen und lag im Kreis Tost des Fürstentums Oppeln. Damals hatte der eine Teil ein herrschaftliches Vorwerk, eine katholische Kirche und Schule, fünf Bauern und acht Gärtner. Der zweite Teil hatte ein Vorwerk, zwei Bauern, elf Gärtner und einige Häusler. 1865 bestand Rudno oder auch Rudnau aus einem Gut und einer Gemeinde. Die Gemeinde wurde in Groß-Rudno und Klein-Rudno aufgeteilt. Die Gemeinde hatte zu diesem Zeitpunkt sechs Bauernstellen, 27 Gärtnerstellen und 18 Häuslerstellen.
Bei der Volksabstimmung in Oberschlesien am 20. März 1921 stimmten vor Ort 117 Wahlberechtigte für einen Verbleib Oberschlesiens bei Deutschland und 241 für eine Zugehörigkeit zu Polen. Rudnau verblieb nach der Teilung Oberschlesiens beim Deutschen Reich. 1936 wurde der Ort im Zuge einer Welle von Ortsumbenennungen der NS-Zeit in Braunbach umbenannt. Bis 1945 befand sich der Ort im Landkreis Tost-Gleiwitz.
Als die Rote Armee im Januar 1945 den Ort einnahm, ermordeten diese am 25. Januar zwölf Zivilisten im Alter zwischen 31 und 73 Jahren. 1945 kam der bis dahin deutsche Ort unter polnische Verwaltung und wurde anschließend der Woiwodschaft Schlesien angeschlossen und ins polnische Rudno umbenannt. 1950 kam der Ort zur Woiwodschaft Kattowitz. 1999 kam der Ort zum wiedergegründeten Powiat Gliwicki und zur Woiwodschaft Schlesien.

## Bauwerke und Denkmale
- Die neobarocke Nikolauskirche aus dem Jahr 1922 mit Grabkapelle der Familie von Ballestrem. Im Inneren spätbarocke Figuren.
- Wegkapellen
- Pfarrhaus aus dem Jahr 1840
- Friedhofskreuz für die Gefallenen im Ersten Weltkrieg
- Gefallenendenkmal für den Zweiten Weltkrieg
- Massengrab mit Denkmal für zwölf am 25. Januar 1945 durch Rotarmisten ermordete Zivilisten.

## Wappen
Das Wappen zeigt drei Blumen.

## Persönlichkeiten
- Gottfried Marx (*  28. Oktober 1934; † 24. Dezember 2022), deutscher katholischer Geistlicher und Autor[4]